# Alena Reichová
Alena Zámostná, rozená Reichová, (27. července 1933 Plzeň – 21. června 2011 Praha) byla česká sportovní gymnastka a olympijská medailistka, tělovýchovná pedagožka, trenérka a rozhodčí.

## Život
Na LOH 1952 v Helsinkách obsadila s družstvem žen bronzovou příčku – Československo skončilo za suverénním Sovětským svazem a druhým Maďarskem. Ve víceboji jednotlivkyň obsadila 47. místo, v soutěž týmů 5. místo a ve společném cvičení 6. místo
Na mistrovství světa v Římě v roce 1954 získala bronzovou medaili ve víceboji družstev (Bosáková, Brdíčková, Drazdíková, Chadimová, Lišková, Marejková, Reichová, Vančurová).
Startovala i na LOH v Melbourne v roce 1956, kde ve víceboji jednotlivkyň obsadila 39. místo, v soutěž týmů 5. místo a ve společném cvičení 7. místo.
Byla rovněž členkou předsednictva Svazu gymnastiky ÚV ČSTV, předsedkyně sportovně technické komise a mezinárodní rozhodčí.